# Nina Brugo
Nina Isabel Brugo Marcó (n. Paraná, Entre Ríos, 29 de octubre de 1943) es una abogada laboralista, militante política y feminista argentina. Fue nombrada Personalidad Destacada de los Derechos Humanos por la Legislatura porteña. Fue militante política durante la década de 1970 y contribuyó con la CGT de los Argentinos. Por su militancia política, debió exiliarse del país durante la dictadura militar. A su regreso del exilio comenzó a vincularse con el feminismo, donde participó del Primer Encuentro Nacional de Mujeres en 1985. En 2005, fundó la Campaña Nacional por el Derecho al Aborto Legal, Seguro y Gratuito, junto con Nelly Minyersky, Dora Barrancos y Martha Rosenberg.

## Biografía
Nació en la ciudad de Paraná, Entre Ríos. Tiene cuatro hermanos varones y una hermana mujer. Estudió en el Colegio del Huerto en la ciudad de Paraná. En 1961 se recibió de maestra normal y dos años más tarde ingresó a la carrera de Abogacía en la Universidad Católica. En 1968 se recibió de abogada.
Mientras estudiaba, comenzó su actividad como militante política, ayudando en la creación de espacios de base en la provincia de Buenos Aires y participando en diversos grupos de discusión política. En esa militancia conoció a su compañero, Juan Ferrante, con quien tuvo dos hijos. Con el inicio de la dictadura militar, tuvo que exiliarse. Pasó los primeros cinco años de la dictadura militar en exilio interno en la ciudad de La Plata, y a comienzos de 1980 debió trasladarse a Brasil. Su hermano Gerardo Brugo la ayudó a salir del país. Su hermano fue desaparecido posteriormente por la dictadura el 23 de marzo de 1981. Nina vivió en varios países durante su exilio, en Brasil, Canadá y México. Allí comenzó a leer e interesarse por el feminismo.
Al regreso del exilio, Brugo entró en contacto con los primeros grupos de feministas que estaban tratando de organizarse en el país. Allí, la invitaron a participar del Primer Encuentro Nacional de Mujeres. Cuenta Brugo que cuando participó en el primer encuentro, Dora Coledesky se le acercó el primer día para que firmara una petición por el "derecho al aborto". Brugo no quiso firmarlo, pero tras tres días de debates se dio cuenta de la importancia del tema y ella misma fue a buscarla a Coledesky para firmar la petición. A raíz de la participación en el Encuentro, Brugo comenzó a sentir que su militancia política debía ser dentro del feminismo.
Fue Presidenta de la Comisión de la Mujer de la Asociación de Abogados de Buenos Aires. Su vínculo con el movimiento feminista la llevó a especializarse en el derecho de las mujeres, trabajando en la asistencia legal de diversas asociaciones civiles y legisladores. Como abogada laboral, defendió los derechos de las mujeres trabajadoras frente a situaciones de violencia de género.
Fue parte de la redacción de los diferentes proyectos de ley que se presentaron para la legalización del aborto en Argentina. En 2018, fue invitada a los debates en la Cámara de Diputados de Argentina para exponer su posición a favor de la legalización del aborto.